# Иоанн Сезёновский
Иоа́нн Сезёновский (Иоанн Лукич Быков; 24 июня (5 июля) 1791, Коротоякский уезд, Воронежская губерния — 14 (26) декабря 1839) — православный подвижник, юродивый.
Прославлен в Соборе Тамбовских святых в 1988 году, почитается в лике преподобного, блаженного, затворника и Юродивого Христа ради Тамбовский память совершается 14 (27) декабря.

## Биография
Родился Иоанн 24 июня 1791 г. в Коротоякском уезде Воронежской губернии, у дворового крестьянина Луки Ивановича Быкова.
Будущий подвижник часто совершал паломничества, особенно — в Киево-Печерскую Лавру, где он прожил два года послушником. Юноша мечтал уйти в монастырь, но, будучи подневольным работником помещика, должен был трудиться то в столярной мастерской, то пасти стадо. С 15 лет Иоанн начал юродствовать.
Иоанн любил молиться перед образом святителя Димитрия Ростовского. Как-то раз, когда Иоанн в очередной раз ночью пришёл в дом священника, который почитал юношу, помолиться, тот был разбужен сладостным пением. Заглянув в замочную скважину, он увидел коленопреклоненного юношу, ярко озарённого небесным сиянием, падавшим на него от образа свт. Димитрия.
Однажды помещик, за долгую отлучку избил Иоанна, заковал в железные цепи и запер в амбаре, запретив давать заключённому пищу и питье. Но оковы спали с худых рук юноши, и он вновь ушёл.
Через некоторое время, Иоанн странствует, питаясь милостыней, а потом знакомится со старицей Дарией Катуковой. Когда они вместе прибыли к преподобному Илариону Троекуровскому, он благословил Иоанна начать затвор в селе Сезёново Тамбовской губернии, сейчас это Лебедянский район Липецкой области.
Затем помещику села Сезёново, князю Ф. Несвицкому, снится сон. Он сидит в гостиной, в то время как из висящего на стене Корсунского образа Божией Матери выходит большой младенец, назвавшийся Иоанном, и умоляет дать ему какое-нибудь место для молитвы. Младенец выпрашивает себе старенькую баньку на отшибе, и князь сам относит его туда на руках. Вскоре, к Несвицкому приходят два путника — старица Дария и тот самый младенец. Иоанн действительно несколько напоминал ребёнка.
В Сезёново начинаются затворнические труды Иоанна. Он не щадит собственного тела, изнуряя его постом, принимая пишу раз в два-три дня, а то и раз в неделю, железными веригами, весившими более семи килограммов, чугунными четками и железными башмаками. Полагал в сутки по 1000 земных поклонов, иногда переписывал священные изречения и молитвы. Иоанн никому не показывал своего лица. Только келейник Иоанна, Василий, да ещё очень редкие избранные могли видеть затворника. Иоанн был удостоен Господом дара прозорливости. Когда к подвижнику приходили люди, он на время оставлял свой затвор, помогал им, наставляя, исцелял, окропляя святой водой и помазывая елеем из лампадки. Так, например, исцелил он четырёхлетнего сына лебедянского купца Козьмы Ангелова, который страдал расслаблением ног и не мог ходить.
Сезёновский блаженный старец Иоанн окончил свой земной путь 14 декабря 1839 года. Ему было в то время 48 лет, из которых 22 года он прожил в затворе. 12 января 1840 года привезли разрешение от епархиального начальства и было совершено погребение. Во время Литургии многие видели, что на лице подвижника появились капли мира, больные вытирали лицо блаженного платками, затем прикладывали их к больным местам и по вере получали исцеление. Тысячи людей стремились прикоснуться к телу подвижника, в этот день многие больные получили исцеление. Известно, что чудеса не прекращались и позже. Будущий афонский старец Силуан почувствовал внутреннее влечение к монашеству после того, как узнал о праведной жизни затворника Иоанна Сезёновского и о чудесах, не прекращающихся после его блаженной кончины.

## Основание монастыря
Пророческие слова Иоанна о том, что в Сезёново будет женский монастырь, мало кто тогда воспринимал всерьёз, однако постепенно вокруг подвижника стали собираться вдовы и девицы, желавшие вести благочестивую жизнь под его духовным руководством. Прозорливый старец Иоанн стал основателем святой обители в селе Сезёново. 23 октября 1826 года блаженный Иоанн, захватив топор, отправился вместе с крестьянином Иоанном Бирюковым в лес. На указанном блаженным месте крестьянин вбил кол, после чего услышал от прозорливца слова: «Тут выстроится колокольня, и здешний колокол будет слышен по всей Руси». Пройдя немного в сторону, подвижник велел вбить другой кол, при этом пояснил: «Тут будет наша граница, и это будет наша земля». Позже многие слышали от старца следующие предсказания: «У нас тут будет Киев, Иерусалим, Афон. У нас будут священники из дворян». Со временем все предсказания затворника сбылись.
За год до кончины 8 сентября 1838 года блаженный Иоанн, получив благословение преосвященного Арсения, епископа Тамбовского, в день Рождества Богородицы, заложил в селе Сезёново новый семипрестольный каменный храм, обозначив пространство ограды своей железной 18-фунтовой палкой, и на местах, где должны быть престолы храма, поставил деревянные кресты. Подрядчик и прихожане просили его подвинуть основание храма несколько выше, на более удобную местность, но Иоанн ответил: «Если тронете, то не построите и в двадцать лет, а на этом месте покончите в три года».